# Trachyarus corvinus
Trachyarus corvinus là một loài tò vò trong họ Ichneumonidae.